# 巴莫迪
巴莫迪（Bhamodi），是印度中央邦Chhindwara县的一个城镇。总人口3983（2001年）。

## 人口
该地2001年总人口3983人，其中男性2090人，女性1893人；0—6岁人口357人，其中男180人，女177人；识字率74.24%，其中男性为82.11%，女性为65.56%。